# Lijst van afleveringen van Catscratch
Dit is een lijst van afleveringen van de Amerikaanse tekenfilmserie Catscratch.

## Seizoen 1
- Seizoen 1 liep in de V.S. van 2005 tot 2007.
- Op 10 februari 2007 vond de seizoensfinale van Catscratch plaats.

| Nr. | Titel aflevering                                                                | Uitzenddatum                                                        |
| --- | ------------------------------------------------------------------------------- | ------------------------------------------------------------------- |
| 1   | "Bringin' Down the Mouse / To The Moon"                                         | 9 juli 2005                                                         |
| 2   | "Unicorn Club / Go Gomez! Go!"                                                  | 9 juli 2005                                                         |
| 3   | "Lovesick / King of All Root Beer"                                              | 15 juli 2005                                                        |
| 4   | "Tale of a Tail / Mr. Pickles"                                                  | 22 juli 2005                                                        |
| 5   | "Off the Leash / Slumber Party"                                                 | 29 juli 2005                                                        |
| 6   | "The Ghost of Mrs. Cramdilly / A Line in the Litterbox"                         | 23 september 2005                                                   |
| 7   | "Love Cats / Zombie Party a Go-Go!"                                             | 30 september 2005                                                   |
| 8   | "Gordon's Lucky Claw / Big-Eyed Bunny"                                          | 14 oktober 2005                                                     |
| 9   | "Scaredy Cat (Halloween Special) / Requiem for a Cat"                           | 28 oktober 2005 (Scaredy Cat), 18 november 2005 (Requiem for a Cat) |
| 10  | "Hi Ho Kraken / King of Clubs"                                                  | 3 februari 2006                                                     |
| 11  | "Livesavers / Mecha-Kitties"                                                    | 17 februari 2006                                                    |
| 12  | "My Bodyguards / Charge!"                                                       | 3 maart 2006                                                        |
| 13  | "A Wooly Adventure / EVIL!"                                                     | 24 maart 2006                                                       |
| 14  | "Mall Adjusted/Clan Destiny"                                                    | 7 april 2006                                                        |
| 15  | "Two of A Kind/Core-uption"                                                     | 5 mei 2006                                                          |
| 16  | "Katilda / The Secret Door"                                                     | 2 juni 2006                                                         |
| 17  | "Major Pepperidge / Magic Staff"                                                | 22 september 2006                                                   |
| 18  | "Free Hovis/Three Against Nature"                                               | 29 september 2006                                                   |
| 19  | "Blikmail / Love Jackal"                                                        | 13 oktober 2006                                                     |
| 20  | "Spindango Fundulation (TV Special) / Duck and Cover (Allerlaatste aflevering)" | 10 februari 2007                                                    |